# Chárga
Charga je hlavním městem guvernorátu al-Vádí al-Gadíd. Leží asi 250 km západně od Luxoru. K roku 2012 zde žilo 67 700 obyvatel na celkové ploše 440 098 km².